# Ufficio esecutivo del presidente degli Stati Uniti d'America
L'Ufficio esecutivo del presidente degli Stati Uniti (Executive Office of the President of the United States, EOPOTUS/EOP) consiste nel gruppo di lavoro più a stretto contatto con il presidente degli Stati Uniti insieme a tutti quegli uffici che devono fare rapporto direttamente al presidente. L'Ufficio esecutivo è guidato dal capo di gabinetto della Casa Bianca, attualmente Susie Wiles. Il numero di membri dell'Ufficio esecutivo è aumentato enormemente a partire dal 1939, allargando la sua composizione con esperti delle più disparate aree di intervento.

## Storia
La struttura odierna dello staff del presidente degli Stati Uniti si è venuta a delineare nel 1939, durante il secondo mandato di Franklin D. Roosevelt. Dopo aver raccolto i pareri della Commissione Brownlow (formata da esperti di pubblica amministrazione e da professori di scienze politiche) da lui nominata, nel 1939 Roosevelt riuscì a far approvare dal Congresso il Reorganization Act: una norma con la quale si prevedeva la costituzione di un Ufficio esecutivo con il compito di aiutare il presidente nello svolgimento delle sue funzioni. L'Ufficio esecutivo venne dunque diviso in due sottounità: l'Ufficio della Casa Bianca (White House Office, WHO) e l'Ufficio per il Budget (Bureau of the Budget), quest'ultimo predecessore dell'odierno Ufficio per la gestione e il bilancio (Office of Management and Budget, OMB) e creato nel 1921 all'interno della struttura del Dipartimento del Tesoro. Anche se nei primi anni della sua vita il nuovo Ufficio esecutivo non ha ottenuto risultati esaltanti, lo sforzo di Roosevelt pose le basi per quella che la struttura organizzativa e amministrativa del presidente di questi giorni.
Prima di Roosevelt, infatti, la struttura organizzativa in aiuto del presidente era piuttosto modesta. Thomas Jefferson aveva alle sue dipendenze soltanto un messaggero ed un segretario, il cui salario di entrambi era pagato dallo stesso presidente. Se con la presidenza di Ulysses S. Grant si evidenzia uno staff di tre elementi, a partire dal 1900 lo staff della Casa Bianca contava un "segretario del presidente" (l'allora titolo del principale aiutante del presidente), due vicesegretari, due impiegati con mansioni esecutive, uno stenografo e altri sette dipendenti. Soltanto con Herbert Hoover si ha notizia del primo portavoce della Casa Bianca.
Nel primo periodo della sua presidenza, che aveva visto un'enorme espansione della struttura amministrativa federale per rispondere alle esigenze delle politiche di contrasto alla Grande depressione, Roosevelt si rese conto che ad avere bisogno di una "rivoluzione organizzativa" doveva essere anche la sua struttura personale. Decise così di nominare una commissione di esperti che potesse elaborare un piano riorganizzativo che interessasse anche l'organizzazione interna della Casa Bianca.
Ad oggi si stima che facciano parte della struttura dell'Ufficio esecutivo fra le 2000 e le 2500 persone con funzioni politiche esecutive.

## Organizzazione
Il personale che fa parte dell'Ufficio esecutivo del presidente è diviso su tre livelli, Assistant, Deputy Assistant e Special Assistant. A differenza dei normali funzionari federali, soltanto pochi componenti dell'Ufficio esecutivo devono essere confermati dal Senato (si tratta, ad esempio, del direttore dell'Ufficio per la gestione e il bilancio, oppure del capo e dei singoli membri del Consiglio dei consulenti economici). L'intero staff si pone sotto la guida del capo di gabinetto della Casa Bianca.
Nella tabella seguente sono riportati gli organi che compongono l'ufficio esecutivo del presidente e i relativi funzionari responsabili. 
| Struttura                                                     | Compito | Figura chiave                                            | Funzionario in carica           |
| ------------------------------------------------------------- | --- | -------------------------------------------------------- | ------------------------------- |
| Ufficio di gabinetto della Casa Bianca                        | Capo di gabinetto | Capo di gabinetto della Casa Bianca                      | Susie Wiles                     |
| Consiglio per la sicurezza nazionale                          | Analisi e consulenza in materia di sicurezza nazionale, intelligence e politica estera. | Consigliere per la sicurezza nazionale                   | Michael Waltz                   |
| Consiglio per la sicurezza interna                            | Consulenza e attuazione delle politiche di sicurezza interna e delle misure anti-terrorismo. Dal 2014, gli staff del Consiglio per la sicurezza interna e del Consiglio per la sicurezza nazionale sono stati unificati. | Consigliere per gli affari interni                       | Stephen Miller                  |
| Consiglio dei Consulenti Economici                            | Consulenza economica | Presidente del Consiglio dei Consulenti Economici        | Stephen Miran                   |
| Consiglio per le politiche ambientali                         | Coordinamento delle politiche ambientali a livello federale. | Presidente del Consiglio per le Politiche Ambientali     | Katherine Scarlett (ad interim) |
| Executive Residence staff e operazioni                        | | Usciere capo della Casa Bianca                           | Robert B. Downing               |
| Consiglio nazionale per le politiche aerospaziali             | Questioni civili, commerciali, di sicurezza nazionale e di politica spaziale internazionale. |                                                          | Chirag Parikh                   |
| Comitato consultivo di intelligence                           | Consulenza in merito alla qualità e all'adeguatezza della raccolta di informazioni, analisi e stime, controspionaggio e altre attività di intelligence.                                                                  | Presidente del Comitato consultivo di intelligence       | Devin Nunes                     |
| Ufficio per le questioni intergovernative                     | Coordinamento delle politiche federali e delle istanze statali, locali e dei territori non incorporati. | Direttore dell'Ufficio per le questioni intergovernative | Dave Noble                      |
| Ufficio per la gestione e il bilancio                         | Gestione del bilancio della Casa Bianca e controllo di programmi, politiche e procedure federali. | Direttore dell'Ufficio per la gestione e il bilancio     | Russell Vought                  |
| Ufficio per le politiche antidroga                            | Promozione e gestione delle politiche di contrasto al consumo e al traffico di droga. | Direttore dell'Ufficio per le politiche antidroga        | Vacante                         |
| Ufficio del direttore nazionale per il cyber                  | | Direttore nazionale per il cyber                         | Vacante                         |
| Ufficio per le politiche scientifiche e tecnologiche          | Analisi e consigli sugli effetti della scienza e della tecnologia. | Consulente scientifico del Presidente                    | Michael Kratsios                |
| Ufficio del Rappresentante per il commercio degli Stati Uniti | Sviluppo e assistenza in materia di politica commerciale. | Rappresentante per il commercio                          | Jamieson Greer                  |
| Ufficio di gabinetto del Vicepresidente degli Stati Uniti     | Struttura organizzativa a sostegno del Vicepresidente. | Capo di gabinetto della Vicepresidente                   | Jacob Reses                     |